# Juan José Paredes
Juan José Paredes (San Francisco, Petén, 29 de noviembre de 1984) es un exfutbolista guatemalteco que jugó como portero. Se lanzó como candidato a diputado en el 2015 para las elecciones generales. Actualmente es alcalde su municipio San Francisco,Petén.

## Clubes
| Club                                  | País      | Año           |
| ------------------------------------- | --------- | ------------- |
| Deportivo Zacapa                      | Guatemala | 2002 - 2004   |
| Deportivo Marquense                   | Guatemala | 2004          |
| Heredia Jaguares                      | Guatemala | 2005 - 2006   |
| Club Social y Deportivo Suchitepéquez | Guatemala | 2006 - 2007   |
| Deportivo San Benito                  | Guatemala | 2007 - 2008   |
| Deportivo Mixco                       | Guatemala | 2008          |
| Deportivo Jalapa                      | Guatemala | 2009          |
| Comunicaciones Fútbol Club            | Guatemala | 2009-2016     |
| Deportivo Suchitepéquez               | Guatemala | 2016-2017     |
| Deportivo Guastatoya                  | Guatemala | 2018-presente |

## Palmarés

### Campeonatos nacionales
| Título                               | Club                       | País      | Año  |
| ------------------------------------ | -------------------------- | --------- | ---- |
| Liga Nacional de Fútbol de Guatemala | Deportivo Jalapa           | Guatemala | 2009 |
| Liga Nacional de Fútbol de Guatemala | Comunicaciones Fútbol Club | Guatemala | 2010 |
| Liga Nacional de Fútbol de Guatemala | Comunicaciones Fútbol Club | Guatemala | 2011 |
| Liga Nacional de Fútbol de Guatemala | Comunicaciones Fútbol Club | Guatemala | 2012 |
| Liga Nacional de Fútbol de Guatemala | Comunicaciones Fútbol Club | Guatemala | 2013 |
| Liga Nacional de Fútbol de Guatemala | Comunicaciones Fútbol Club | Guatemala | 2013 |
| Liga Nacional de Fútbol de Guatemala | Comunicaciones Fútbol Club | Guatemala | 2014 |
| Liga Nacional de Fútbol de Guatemala | Comunicaciones Fútbol Club | Guatemala | 2014 |
| Liga Nacional de Fútbol de Guatemala | Comunicaciones Fútbol Club | Guatemala | 2015 |

### Distinciones individuales
| Distinción                            | Año  |
| ------------------------------------- | ---- |
| Trofeo Josue Danny Ortiz              | 2012 |
| Trofeo Josue Danny Ortiz              | 2013 |
| Record CONCACAF más minutos imbatible | 2013 |
| Trofeo Josue Danny Ortiz              | 2014 |

- Datos: Q6300161